# Manilla (Iowa)
Manilla ist eine Kleinstadt (mit dem Status „City“) im Crawford County im US-amerikanischen Bundesstaat Iowa. Das U.S. Census Bureau hat bei der Volkszählung 2020 eine Einwohnerzahl von 775 ermittelt.

## Geografie
Manilla liegt im Westen Iowas am westlichen Quellfluss des Nishnabotna River, einem linken Nebenfluss des Missouri. Dieser bildet rund 90 westlich die Grenze Iowas zu Nebraska. Die Schnittstelle der drei Bundesstaaten Iowa, Nebraska und South Dakota befindet 150 km nordwestlich.
Die geografischen Koordinaten von Manilla sind 41°53'23" nördlicher Breite und 95°13'56" westlicher Länge. Die Stadt erstreckt sich über eine Fläche von 2,67 km² und ist die größte Ortschaft innerhalb der Nishnabotny Township.
Nachbarorte von Manilla sind Vail (20,3 km nördlich), Aspinwall (10,2 km ostnordöstlich), Manning (15,8 km östlich), Irwin (13,2 km südsüdöstlich), Defiance (14,7 km südwestlich), Dow City (26,7 km westlich), Arion (26,4 km westnordwestlich) und Denison (25,3 km nordwestlich).
Die nächstgelegenen größeren Städte sind die Twin Cities in Minnesota (Minneapolis und Saint Paul) (470 km nordnordöstlich), Rochester in Minnesota (439 km nordöstlich), Cedar Rapids (320 km östlich), Iowas Hauptstadt Des Moines (162 km ostsüdöstlich), Kansas City in Missouri (368 km südsüdöstlich), Nebraskas größte Stadt Omaha (133 km südwestlich), Sioux City (148 km nordwestlich) und South Dakotas größte Stadt Sioux Falls (284 km in der gleichen Richtung).

## Verkehr
Der Iowa State Highway 141 bildet die Nordgrenze des Stadtgebiets von Manilla. Alle weiteren Straßen sind untergeordnete Landstraßen, teils unbefestigte Fahrwege sowie innerörtliche Verbindungsstraßen.
Durch Manilla verläuft entlang des Nishnabotna River eine Eisenbahnlinie für den Frachtverkehr der BNSF Railway.
Mit dem Denison Municipal Airport befindet sich 26 km nordwestlich ein kleiner Flugplatz. Die nächsten Verkehrsflughäfen sind der Des Moines International Airport (158 km ostsüdöstlich), das Eppley Airfield in Omaha (134 km südwestlich), der  Sioux Gateway Airport in Sioux City (136 km westnordwestlich) und der Sioux Falls Regional Airport (290 km nordwestlich).

## Bevölkerung
Nach der Volkszählung im Jahr 2010 lebten in Manilla 776 Menschen in 337 Haushalten. Die Bevölkerungsdichte betrug 290,6 Einwohner pro Quadratkilometer. In den 337 Haushalten lebten statistisch je 2,18 Personen.
Ethnisch betrachtet setzte sich die Bevölkerung zusammen aus 97,9 Prozent Weißen, 0,1 Prozent (eine Person) Asiaten sowie 1,2 Prozent aus anderen ethnischen Gruppen; 0,8 Prozent stammten von zwei oder mehr Ethnien ab. Unabhängig von der ethnischen Zugehörigkeit waren 2,6 Prozent der Bevölkerung spanischer oder lateinamerikanischer Abstammung.
20,9 Prozent der Bevölkerung waren unter 18 Jahre alt, 52,4 Prozent waren zwischen 18 und 64 und 26,7 Prozent waren 65 Jahre oder älter. 52,4 Prozent der Bevölkerung waren weiblich.
Das mittlere jährliche Einkommen eines Haushalts lag bei 44.000 USD. Das Pro-Kopf-Einkommen betrug 19.875 USD. 11,1 Prozent der Einwohner lebten unterhalb der Armutsgrenze.